# Конажини (Косьцерський повіт)
Конажини (пол. Konarzyny) — село в Польщі, у гміні Стара Кішева Косьцерського повіту Поморського воєводства.
Населення — 456 осіб (2011).
У 1975-1998 роках село належало до Гданського воєводства.

## Демографія
Демографічна структура станом на 31 березня 2011 року:
|          | Загалом | Допрацездатний вік | Працездатний вік | Постпрацездатний вік |
| -------- | ------- | ------------------ | ---------------- | -------------------- |
| Чоловіки | 234     | 43                 | 166              | 25                   |
| Жінки    | 222     | 45                 | 124              | 53                   |
| Разом    | 456     | 88                 | 290              | 78                   |